# Francesco Mensi
Antonio Francesco Mensi (Grava, 26 febbraio 1800 – Alessandria, 31 luglio 1888) è stato un pittore italiano.

## Biografia
Antonio Francesco Mensi, questi i nomi di battesimo impostigli dal padre Antonio Mensi, nasce a Grava, frazione di Alluvioni Cambiò, il 26 febbraio 1800 da Antonio e Angela Maria Arzani.
Per le precoci doti dimostrate, ebbe modo di poter svolgere un periodo di apprendistato, nella vicina Voghera, presso lo studio del pittore Paolo Borroni.
Dal 1826 al 1829, frequentò l'Accademia di Belle Arti a Firenze, avendo come maestro Pietro Benvenuti, e venendo a contatto anche con Luigi Sabatelli. L'abilità e capacità riconosciutagli fecero sì che la città di Alessandria e il re Vittorio Emanuele I gli assegnassero, nel 1829, un pensionato al fine di seguire corsi di perfezionamento a Roma, dove soggiornò fino al 1836, ricevendone una educazione di stretta osservanza neoclassica, influenzata dalla contemporanea presenza di Ingres.
Stabilitosi a Milano nel 1838, riallacciava i legami col Sabatelli, insegnante a Brera, e col di lui successore Francesco Hayez.
Le influenze di ascendenza romantica, neoclassica, e persino di movimenti e tendenze ad esse opposte, quali il Purismo, sono ben presenti nelle opere del nostro artista, specie nei quadri di soggetto storico e nei grandi ritratti, dipinti a partire dal suo ritorno in Alessandria nel 1844.
Significativo, al riguardo, è Federico Barbarossa alla Battaglia di Legnano, del 1850 e il Martirio di San Giovanni Battista conservato presso la collegiata prepositurale di San Vittore martire di Corbetta (MI), di poco precedente.
Gli ideali del neoclassicismo emergono invece in un'opera, fino a poco tempo fa ritenuta dispersa, ossia L'Allegoria della Pace, dipinta ad affresco sulla volta di un salone di casa Franzini, in via del Vescovado, eseguita per una famiglia della borghesia alessandrina, facoltosa e moderatamente patriota e liberale, desiderosa di sicurezza e pace, appunto, nel clima tumultuoso del 1859.
In quello stesso anno, il Mensi si trasferì a Torino, ma continuò a mantenere contatti con la città di adozione.
Nel 1874, l'Amministrazione Comunale di Alessandria gli conferì l'incarico di ordinatore della Pinacoteca, da poco arricchitasi dei lasciti Viecha e Giovanni Migliara, nonché di opere del Mensi quali: Autoritratto e Ritratto di Urbano Rattazzi. Sempre ad Alessandria nella Chiesa di Nostra Signora di Loreto, detta di Santa Rita, si conserva una importante tela di Mensi: San Domenico in gloria tra san Tommaso d’Aquino e san Vincenzo Ferrer. 
L'anno successivo il Mensi riceve la nomina stabile di Conservatore, carica che conserva fino alla morte, avvenuta in Alessandria il 31 luglio 1888, all'Ospedale dei Santi Antonio e Biagio.